# محمدآباد کوره‌گز
محمدآباد کوره‌گز  یکی از روستاهای کویری ایران، در جنوب دشت کویر، از توابع خور و بیابانک واقع در استان اصفهان است.

## جغرافیا و جمعیت
جمعیت این روستا در سال ۱۳۸۴ یک نفر بود و ساکن آن پیرمردی ۸۰ ساله با نام عبدالحسین بود. در حال حاضر (۱۳۸۵) کسی در این روستا زندگی نمی‌کند و تنها چند زارع برای آبیاری از خور به روستا مراجعه می‌کنند. خانه‌های روستا متروکه بوده و شن‌های روان بعضی از آن‌ها را پوشانده‌است.
این روستا نزدیکترین روستا به مرکز دشت کویر ایران محسوب می‌شود.

## راههای دسترسی
- مسیر خاکی شهرستان خور به سمت شمال پس از عبور از روستای عروسان به محمدآباد کوره گز منتهی می‌گردد.
- مسیر دوم مسیر روستای مصر به سمت شمال غربی پس از عبور از روستای فرحزاد، غرب تخت عباسی، شرق تخت عروس و منطقه گدار ریگی به روستای محمدآباد کوره‌گز منتهی می‌شود.
- مسیر دیگری برای دسترسی به روستا از سمت روستای طرود (شمال دشت کویر) وجود دارد که فقط به وسیلهٔ خودروهای دو دیفرانسیل قابل عبور کردن است. این مسیر به موازات محور ارتباطی جندق - معلمان می‌باشد و از باتلاقهای کویر مرکزی عبور می‌کند. از این رو فقط در ماه‌های خشک سال قابل تردد است

## کشاورزی

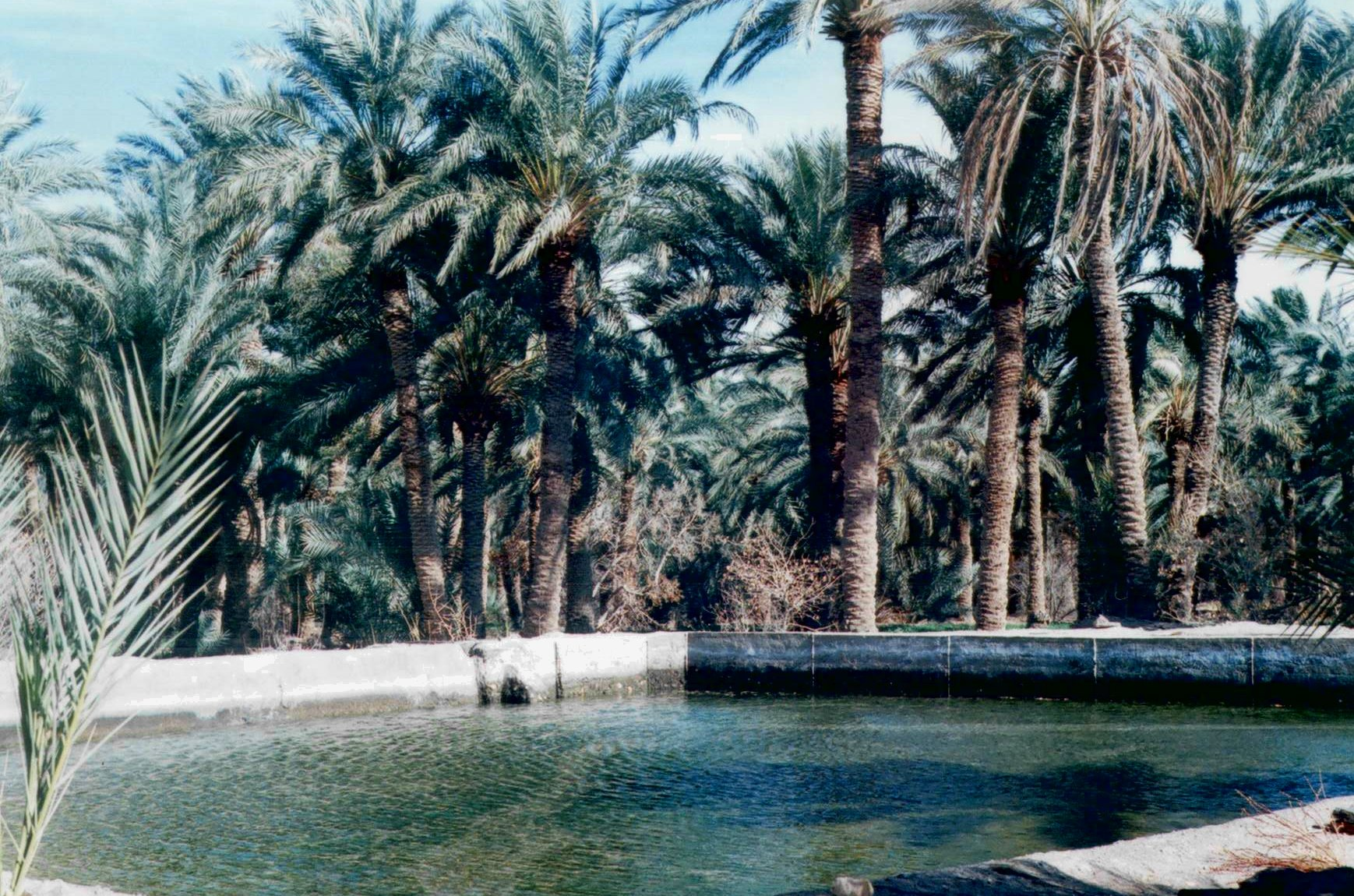
استخر محل تجمع آب قنات

محمدآباد دارای قناتی قدیمی است که آب آن برای کشاورزی و دامداری استفاده می‌شود. محمدآباد روستایی سرسبز است و پوشش گیاهی داخل روستا از درخت‌های نخل و گز و کشت‌های جو و سبزیجات تشکیل شده‌است. این روستا آخرین نقطه دارای آب و پوشش گیاهی در جنوب دشت کویر است. کنار روستا آب‌انباری تازه‌ساز وجود دارد.
کشاورزی در محمدآباد به صورت کرت‌های کوچک جو و سبزیجاتی از قبیل ترب انجام می‌شود. درخت‌های نخل دارای خرمای نامرغوبی هستند که بیشتر اقلام آن برای مصرف دام است. دامداری اصلی در کل این منطقه نگهداری شتر است.

## منبع
وب‌گاه کویرهای ایران